# Кремлівські таємниці шістнадцятого століття
«Кремлівські таємниці XVI століття» — радянський художній фільм 1991 року, Бориса Бланка за мотивами трагедії О. К. Толстого «Смерть Іоанна Грозного».

## Сюжет
Весна 1584 року. Волхви прогнозують смерть царя Іоанна протягом доби. Ворогуючі між собою бояри готові об'єднатися проти Бориса Годунова. Грозний не довіряє нікому і нехтує царевича. Царський двір приходить в сум'яття. І без того нестійкі моральні принципи стають зовсім розбещеними…

## У ролях
- Олексій Жарков —  цар Іван Грозний
- Богдан Ступка —  Борис Годунов
- Олексій Серебряков —  царевич Федір
- Володимир Стеклов —  блазень
- Юрій Стосков — епізод
- Михайло Янушкевич — епізод
- Вітаутас Паукште —  думний боярин
- Ольга Богачова —  Марія Нагая
- Геннадій Матвєєв — епізод
- Михайло Єзепов —  Голіцин
- Михайло Жигалов — епізод
- Ігор Класс — епізод
- Олексій Локтєв — епізод
- Віктор Раков —  молодий волхв
- Леонід Сатановський — епізод
- Олександр Сірін —  князь Петро Ілліч
- Олександр Яковлєв —  Михайло Бітяговський

## Знімальна група
- Автор сценарію:  Віктор Мережко
- Режисер:  Борис Бланк
- Оператор: Марія Соловйова
- Художники:
  -  Борис Бланк
  - Стален Волков
- Композитор:  Юрій Саульський